# Teenage
「Teenage」（ティーンエイジ）は、1985年5月22日に発売されたPSY・Sのデビュー・シングル。

## 解説
表題曲「Teenage」カップリング「景色」ともにアルバム『Different View』収録曲。
本作はアルバムと同日発売。
「景色」は後にベスト・アルバム『TWO HEARTS』に“New Version”で収録。
「Teenage」のミュージック・ビデオは中野裕之が監督を務め、時代劇からサンプリングされた白黒映像の中に、書割をバックに時代劇風の衣装を着たメンバー2人のカラー映像が随所に登場する構成となっている。

## 収録曲
- 全作曲・編曲：松浦雅也

### SIDE A
1. Teenage
作詞：高橋修・安則まみ

### SIDE B
1. 景色
作詞：佐伯健三